# Серадифалко (Палермо)
Серадифалко је насеље у Италији у округу Палермо, региону Сицилија.
Према процени из 2011. у насељу је живело 143 становника. Насеље се налази на надморској висини од 104 м.